# Казе Мека (Потенца)
Казе Мека (итал. Case Mecca) је насеље у Италији у округу Потенца, региону Базиликата.
Према процени из 2011. у насељу је живело 32 становника. Насеље се налази на надморској висини од 871 м.